# Vườn quốc gia Mũi đất Kursh (Nga)
Vườn quốc gia Mũi đất Kursh (tiếng Nga: Куршская коса) (Hoặc: Kurshskaya Kosa) là một vườn quốc gia nằm ở phía nam Mũi đất Kursh thuộc lãnh thổ của Nga. Mũi đất phân tách biển Baltic ở phía tây khỏi vùng đầm phá nước ngọt Kursh ở phía đông. Về mặt hành chính, vườn quốc gia này nằm tại huyện Zelenogradsky, Kaliningrad, Nga, là phần phía nam của mũi đất Kursh. Trong khi đó, phần phía bắc nằm ở phía tây nam Litva. Đây là vườn quốc gia có diện tích nhỏ nhất tại Nga và là một phần của Di sản thế giới Mũi đất Kursh được UNESCO công nhận thuộc cả hai nước Nga và Lithuania.

## Địa hình
Nền móng của mũi đất được hình thành khoảng 15.000 TCN khi các sông băng rút khỏi bờ biển Baltic, và các đụn cát của Kursh được hình thành dần trên nền băng giá. Các tác động từ biển và gió dần tạo thành những đụn cát lớn có chiều cao trung bình 35 mét so với mực nước biển. Khu vực này là một trong những nơi có sự đa dạng sinh học cao do nhiều hệ sinh thái khác nhau từ các bãi biển, đụn cát, vùng đất ngập nước, đồng cỏ và rừng. Mũi đất Kursh là mũi đất dài thứ hai trên thế giới, chỉ sau Mũi đất Arabat nằm trên bán đảo Krym ngăn cách đầm phá Sivash với biển Azov. Vườn quốc gia này kéo dài từ bán đảo Sambian ở phía nam đến biên giới với Litva với chiều dài khoảng 40 km về phía bắc. Chiều rộng của nó thay đổi từ 0,4 cho đến 4 km. Nước trong vùng đầm phá Kursh có độ sâu trung bình 3,7 mét, và mực nước của đầm phá cao hơn khoảng 12 cm so với vùng biển Baltic.

## Động thực vật
Vườn quốc gia có sự phong phú về các loài chim và loài thủy cầm, vì nơi đây có nhiều vùng đất ngập nước và nằm trên các tuyến di cư chính. Vườn quốc gia được ghi nhận là có 262 loài chim, và 100 loài được biết đến là làm tổ và sinh sản ở đây. Nơi đây cũng là nơi sinh sống của 46 loài động vật có vú, bao gồm nai sừng tấm, hoẵng châu Âu, heo rừng, cáo, chồn mactet, lửng chó, thỏ, sóc đỏ và hải ly. Nó cũng đã ghi nhận hơn 290 loài động vật có xương sống trên cạn, chiếm 80% số loài được tìm thấy ở vùng Kaliningrad. Thực vật tương tự cũng rất đa dạng với 889 loài, lai giống, giống và các dạng thực vật bậc cao có mạch của 398 chi và 111 họ.

## Hình ảnh

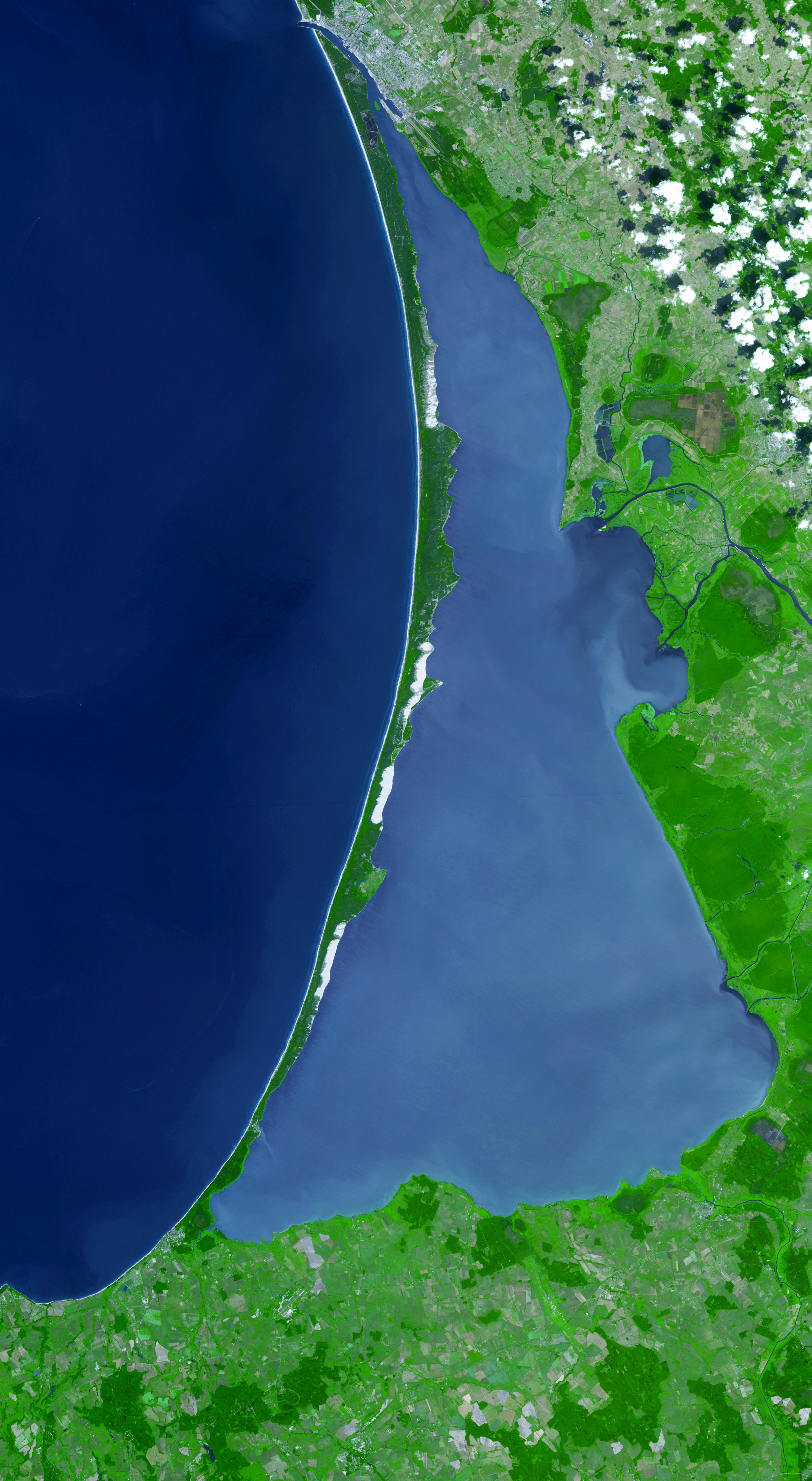
Mũi đất Kursh ngăn cách vùng đầm phá và biển Baltic, 2006
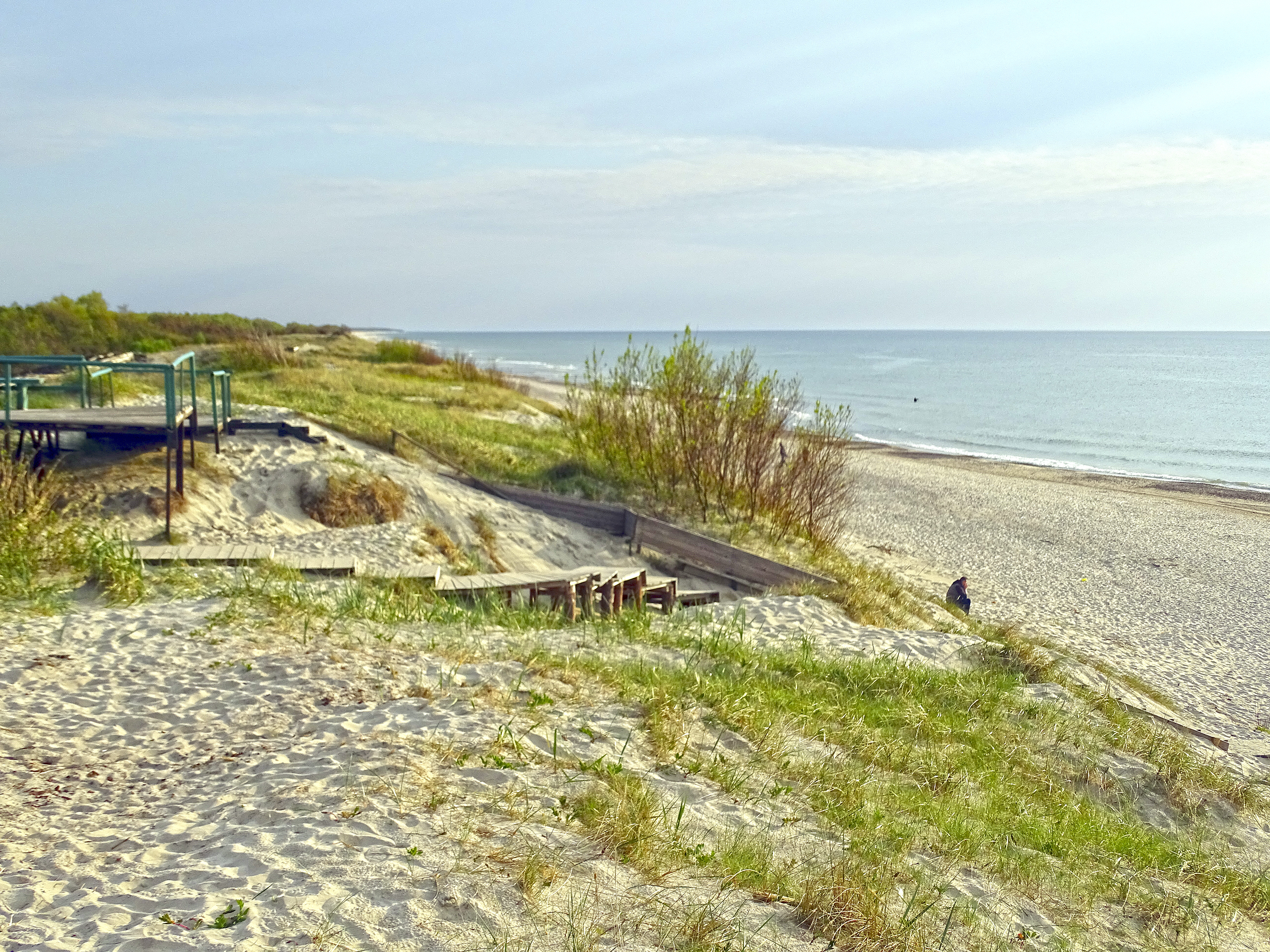
Bãi biển tại vườn quốc gia
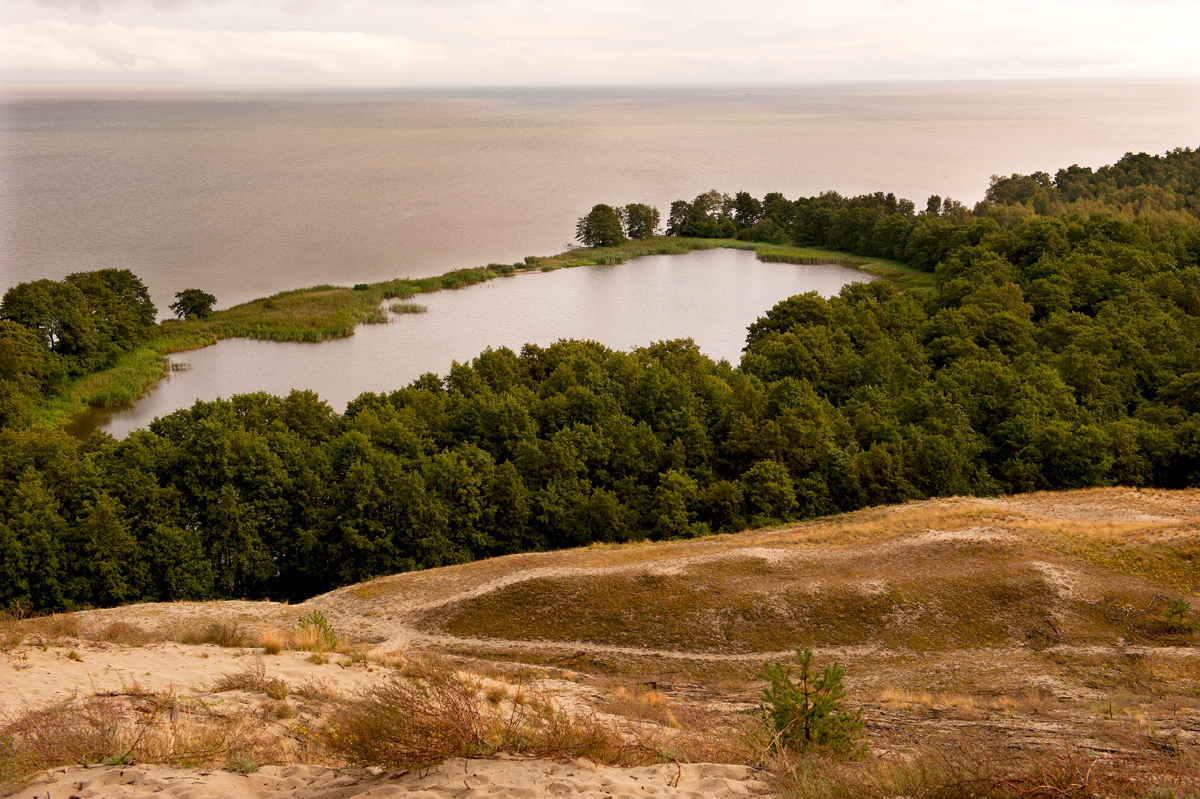
Hồ Swan
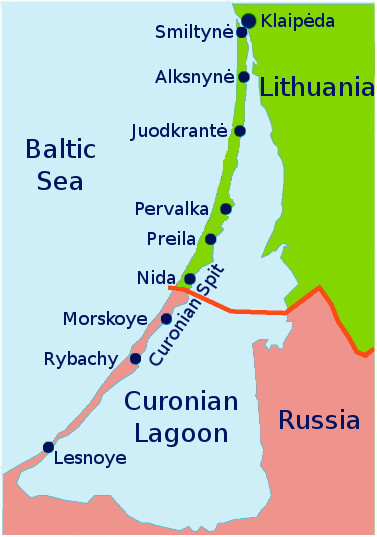
Bản đồ vùng đầm phá, từ mũi đất kéo về phía tây
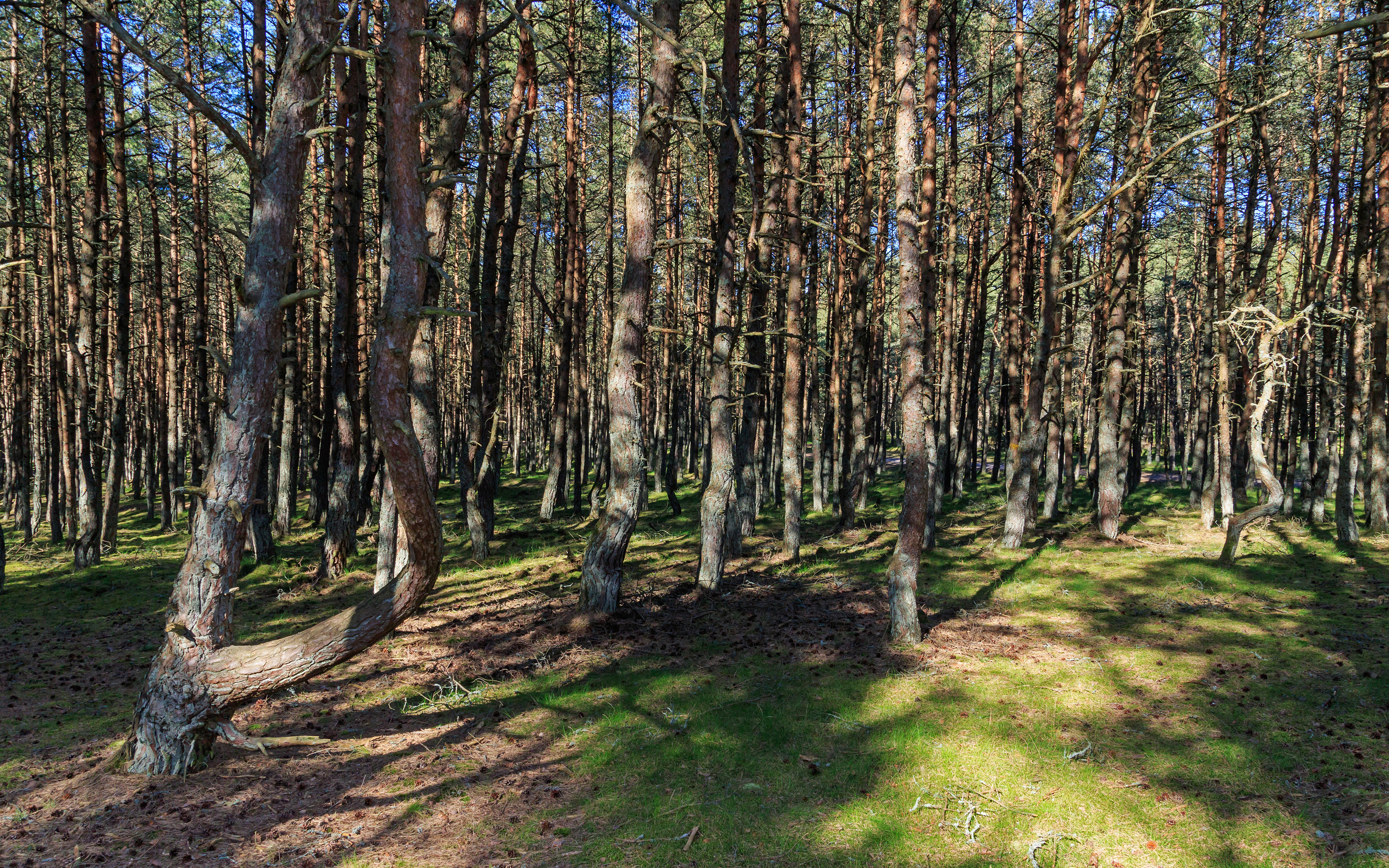
Rừng nhảy múa tại vườn quốc gia
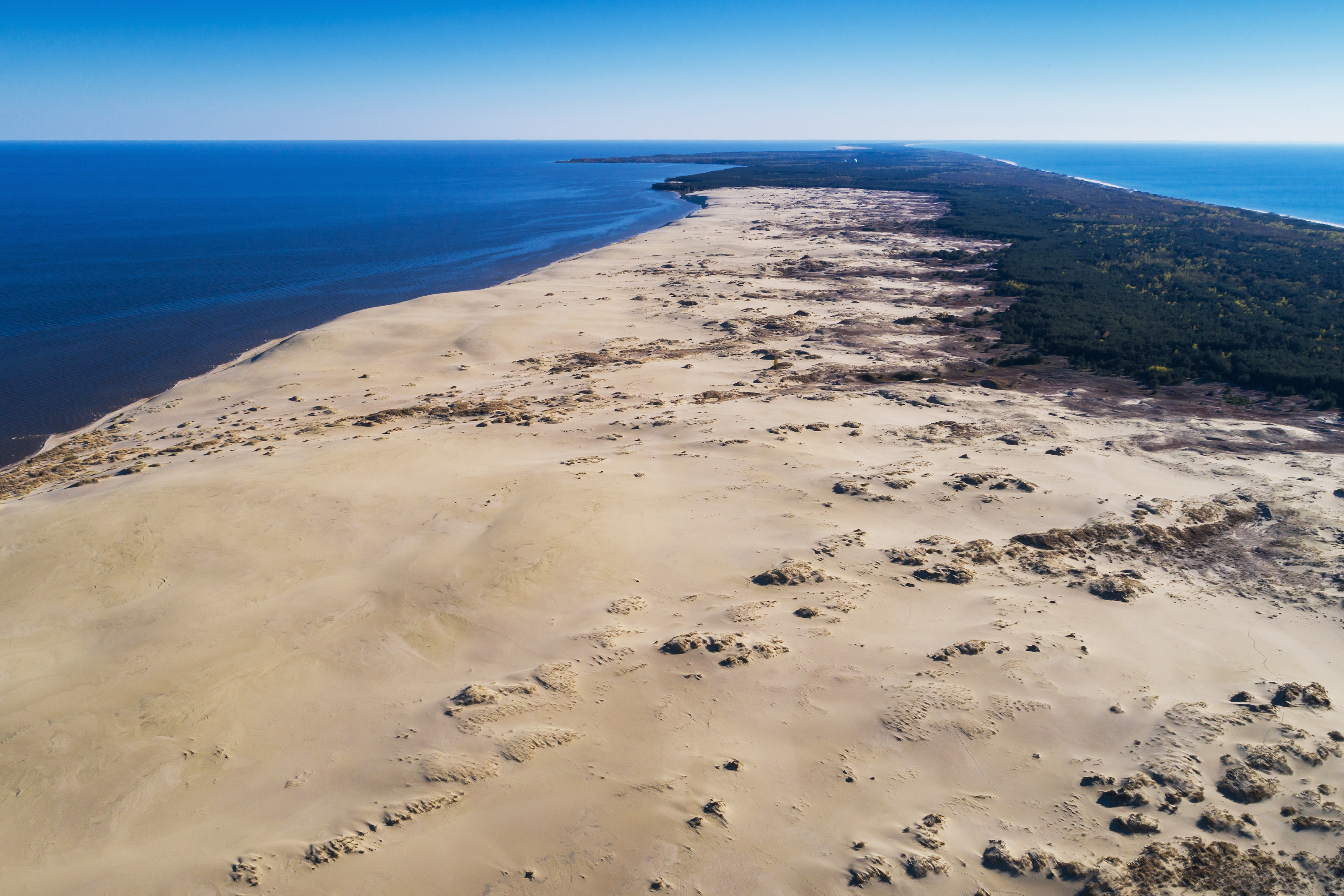
Đụn cát Epha nhìn từ trên cao